# Krisztián Simon
Krisztián Simon (Budapest, 10 giugno 1991) è un calciatore ungherese, centrocampista dell'Újpest.

## Caratteristiche tecniche
Ala destra, può giocare anche sulla fascia opposta.

## Carriera

### Club
Ha giocato nella prima divisione ungherese ed in quella olandese.

### Nazionale
Ha esordito con la nazionale ungherese il 7 giugno 2014 nell'amichevole Ungheria-Kazakistan (3-0).

## Palmarès

### Club

#### Competizioni nazionali
- Coppa d'Ungheria: 2

Újpest: 2017-2018, 2020-2021